# عبد السلام زقلام
عبد السلام زقلام (1943 - 1989). شاعر غنائي ليبي راحل.

## نبذة
ولد عبد السلام مؤمن زقلام في حي الصابري في مدينة بنغازي العام 1942. عمل مدرساً ثم تولى منصب رئيس قسم النشاط المدرسي بالتعليم في مدينة بنغازي حيث كان له الفضل في إدخال الموسيقى الليبية إلى النشاط المدرسي.
اعتبر أحد مؤسسي فرقة الفن المسرحي «المسرح العربي حالياً» حيث تولى لاحقا إدارتها. عقب البيان الأول للثورة الليبية ألقى أول أنشودة تم تلحينها وغنائها بعد ذلك «يا ثورة الأحرار والحرية». كما اعتبر مساهما في اكتشاف عديد الأصوات الغنائية.

## مؤلفاته
قدم عديد المسرحيات والأغاني العاطفية والوطنية وقدمت أغانيه عديد المطربات بينهم: غنت له وردة الجزائرية، فايزة أحمد، حورية حسن، سعاد توفيق، سهام إبراهيم، مها صبري، سلوى الجزائرية ودلال شمالي.
ومن بين أغانيه: "يا قائد ثورتنا على دربك طوالي، ليالي الغربة، يا بو الميعاد يا وافي، بعد انتهينا، شفت الحب وخلي بالك م المحبة.
تم تكريمه بوسام العمل الصالح في 1973، ووسام الريادة في المهرجان الأول للأغنية الليبية العام 2001 في طرابلس.